# Sorex daphaenodon
Sorex daphaenodon е вид бозайник от семейство Земеровкови (Soricidae).

## Разпространение
Видът е разпространен в Казахстан, Китай, Монголия и Русия.